# Исламское общество Афганистана
«Исламское общество Афганистана» (тадж. Ҷамъияти исломии Афғонистон) — таджикская политическая партия в Афганистане, основанная в 1972 году Бурхануддином Раббани. Являлась одной из наиболее крупных и влиятельных партий Исламской Республике Афганистан, которая была представлена в Национальной ассамблее Афганистана.

## Введение
«Хезб-е Джамиат-е Ислами Афганистан» или «Джамиат-е Ислами Афганистан» на русский язык «Исламское общество Афганистана».

— В 1982—1992 годах партия входила в состав Исламского союза моджахедов Афганистана получив наиболее известность в годы Афганской войны (1979—1989), став организованной оппозиционной силой в борьбе афганских моджахедов против присутствия Ограниченного контингента Советских войск в Афганистане и афганским правительством Бабрака Кармаля, позже — в период 1979—1992 годов правления Наджибуллы. Наряду с другой крупной влиятельной партией — «Исламской партией Афганистана» (ИПА) Гульбеддина Хекматияра — делила лидерство в военно-политическом союзе «Пешаварская семёрка». Финансировалась спецслужбами США, ряда европейских и азиатских стран. Наряду с другими исламскими партиями представленными в «Альянс семи» получала средства ЦРУ в рамках спецоперации «Циклон». ИОА имел подавляющее большинство сторонников в афганских провинциях — Бадахшан, Тахар, Бамиан, Балх, Фарьяб, Джаузджан, Бадгиз, Герат, Кабул, Парван, Панджшер, Каписа и др., частично — в провинциях Кундуз, Баглан, Газни, Фарах, Дайкунди и др., где власть делилась с Исламской партией Афганистана (ИПА).

## История
ИОА берёт своё начало из первой исламистской политической организации, которая начала формироваться в конце 1950-х — начале 1960-х годов. Раннее название партии — «Джаванан-е мусульман» (мусульманская молодёжь) — приходилось на начало 60-х годов — на период руководства партией известного в Кабуле «профессора Богословия» Гулама Мохаммада Ниязи. Новое название — «Исламское общество Афганистана» (ИОА) — партия получила в 1973 году. В том же 1973 году Бурхануддин Раббани, профессор теологии Кабульского университета, стал её новым лидером.
В 1975 году после неудачного восстания против Дауда, радикальная часть во главе с Гульбеддином Хекматияром откололась в созданную в Пакистане  «Исламскую партию Афганистана» (ИПА). Период наиболее активной деятельности ИОА пришёлся на Афганскую войну 1979—1989 годов. В Высший совет партии ИОА входили Бурхануддин Рабани, Ахмад шах Масуд, Исмаил-Хан, Абдулла Абдулла и др. партийные и государственные 
деятели.
 Ахмад Шах Масуд, Исмаил-Хан, Мохаммад Атта Нур и другие влиятельные полевые командиры ИОА имели контроль над стратегическими территориями и формировали костяк военизированного крыла партии, обеспечивая авторитет и поддержку населения на местах.
Бурхануддин Раббани — наиболее умеренный политик среди лидеров фундаменталистских партий Афганистана. Его партия имеет многочисленных сторонников и партийные ячейки не только среди таджиков, но и среди пуштунов, узбеков и других этнических групп практически по всему Афганистану. Представители ИОА традиционно возглавляют ряд администраций в провинциях и уездах. У партии в необходимый момент всегда находились сторонники в правительственных кругах и силовых структурах.
ИОА стремилась обеспечить избрание наибольшего числа своих сторонников в парламент и, имея большинство, возглавить его. На президентских выборах 2004 года большая часть ИОА поддержала Х. Карзая; на пост первого вице-президента вместе с Карзаем баллотировался зять Бурханутдина Раббани и брат Ахмад Шах Масуда Ахмад Зия Масуд. Сразу после Боннской конференции был обнародован официальный раскол в партии Раббани. Сторонники Ахмад Шах Масуда вышли из ИОА и уже в 2002 году создали новую партию под названием «Национальное движение Афганистана» (НДА) («Нахзат-е мелли-йе Афганистан»).
История создания этой партии относится к началу 1980-х годов. В 1983 году в рамках ИОА была создана структура под названием «Наблюдательный совет» («Шура-йе наззар»), который возглавил Ахмад Шах Масуд. Задача «Шура-йе назар», по словам самого Масуда, заключалась в том, чтобы создать принципиально новую систему управления и командования вооружёнными отрядами ИОА. Масуд, в свою очередь, решил объединить под своим началом отряды ИОА на севере и за пределами Панджшера. В задачи «Шура-йе наззар» входили не только координация военных операций и управление ими, но и решение сугубо гражданских задач: управление территориями, подконтрольными силам Масуда.
Постепенно «Шура-йе наззар» превратился практически в самостоятельную организацию внутри ИОА — со своими сторонниками, своими взглядами на политическое устройство страны, своим печатным органом и т. д. Анализируя непростую биографию Ахмад Шах Масуда, можно понять, что он всегда стремился быть самостоятельным, независимым от кого бы то ни было.
В Панджшере он добился этого, в том числе созданием «Шура-йе наззар», но всегда подчёркивал, что это — не политическая партия. Вместе с тем, по воспоминаниям его брата Ахмада Вали, он был недоволен деятельностью всех исламских политических партий и движений (надо полагать, в том числе и ИОА) и вынашивал планы создания собственной политической партии.
В годы войны против талибов часто распространялись слухи о наличии серьёзных разногласий между «Наблюдательным советом» Масуда и ИОА, но, в любом случае, общие цели и общий враг объединяли их.

## Воспоминания генерала армии Гареева М.А
Согласно книге «Моя последняя война» (Афганистан без Советских войск) генерала армии Гареева М. А.:
«Исламское общество Афганистана» — одно из фундаменталистских организаций, основанное профессором теологии Б. Раббани на базе Союза «Мусульманская молодёжь». Оно являлось второй по численности и организованности организаций оппозиции после ИПА.
— Общая численность вооружённых отрядов на территории Афганистана — 48200 чел., из них активно действующих — 25300 чел., на территории Пакистана — 11000 чел. Главари наиболее крупных формирований: Ахмад Шах Масуд, Туран Исмаил, Абдул Басир и др. Программа и устав ИОА мало отличаются от соответствующих документов ИПА. Но в ИОА и в его вооружённых формированиях больше уделялось внимания объединению людей на основе религиозного влияния.

— Основными районами действий вооружённых формирований ИОА являлись северные провинции страны: северные районы провинции Кабул, Панджшерское ущелье, Бадахшан, Баглан, Тахар, Кундуз, Саманган, Балх, Джаузджан, Фарьяб, Бадгис, Герат.
По национальному составу большую часть членов ИОА составляли народности, населявшие эти районы — таджики, узбеки, туркмены, а также пуштуны. Социальную базу составляли представители средних слоёв: мелкие чиновники, бывшие военнослужащие, учителя, студенты, религиозные деятели, крестьянство. По сравнению с Хекматьяром Раббани отличался большей образованностью, взвешенностью своих действий, был более прагматичным и гибким, склонным к компромиссу с исламскими традиционалистическими кругами и другими оппозиционными организациями.
ИОА больше уделяло внимания созданию в контролируемых районах органов гражданской власти — амиратов. Вооружённые формирования объединялись во фронты, состоявшие из нескольких отрядов. В отличие от Хекматьяра, который часто бывал на территории Афганистана и лично руководил наиболее крупными вооружёнными акциями, Б. Раббани почти постоянно находился на территории Пакистана. Главное внимание он уделял общему политическому руководству, организации идеологического влияния и добыванию финансовых средств и оружия.
Его командующие фронтами и полевые командиры на местах обладали относительной самостоятельностью в деле социально-политического устройства и ведения военных действий. Особое место среди них занимал Ахмад Шах Масуд, действовавший в северо-восточных районах страны с опорной базой в Панджшерской долине.

## Лидеры
- Бурхануддин Раббани — лидер партии, родился в г. Файзабад. По национальности таджик. Окончил теологический лицей и теологический факультет Кабульского университета. Затем, продолжал образование в Каирском университете Аль-Азхар, где попал под влияние организации «Братья-мусульмане». После возвращения в Афганистан он занимался преподавательской и общественной деятельностью, направляя основные усилия борьбе против «проникновения в страну коммунизма». Б. Раббани и его организация наиболее тесные связи поддерживали с арабскими мусульманскими деятелями Египта, Саудовской Аравии и в основном оттуда получали помощь. В отличие от ИПА, ИОА широко привлекало на свою сторону не только суннитов, но и шиитов. Поэтому пользовались и поддержкой иранских властей.
- Ахмад Шах Масуд — (1 сентября 1953— 9 сентября 2001) — полевой командир, министр обороны Афганистана. Известен также под прозвищем Панджшерский лев. Масуд — прозвище (лакаб), что по-арабски означает «Счастливый», которое он получил в 1975 году, во время мятежа в долине Панджшера — первого вооружённого выступления исламской оппозиции в Афганистане[3].
- Исмаил-хан родился в 1946 году. Этнический таджик, уроженец уезда Шинданд провинции Герат, бывший кадровый военный, офицер афганской армии в воинском звании — капитан из числа командиров одного из подразделений 17-й пехотной дивизии республики Афганистан, с приходом советских войск он перешёл на сторону афганских моджахедов. Третий по влиянию, после Бурхануддина Раббани и Ахмада Шаха Масуда. Одновременно с финансовой помощью ЦРУ в рамках операции «Циклон», где одним из распредителей иностранной финансовой помощи был Бурхануддин Раббани, Исмаила-Хан имел и свои собственные каналы финансовой и военной поддержки, являясь распределителем средств шиитских кругов — «Альянса восьми», шиитской восьмёрки.

## Бадабер
Партия «Исламское общество Афганистана» (Хезб-е Джамиат-е Ислами) под руководством лидера афганской оппозиции Союза «Пешаварской Семёрки» Бурханудина Раббани обладала базами боевой подготовки афганских моджахедов на территории Пакистане, крупнейшей и главной среди которых была «Бадабер».
В период Афганской войны (1979-1989) и после в застенках базы «Бадабер» содержались пленные советские воины из частей и соединений ОКСВА, взятые в различных провинциях Афганистана. Оттуда их переправляли в соседний Пакистан в город Пешавар, а затем, посредством международных гуманитарных миссий — дальше в Европу, США и Канаду. Бадабер получил широкую известность.
26 апреля 1985 года в результате боестолкновения отряда афганских моджахедов, надзиравших за базой Бадабер совместно с усилившими их частями пакистанской регулярной армии с группой советских и афганских военнопленных, стремившихся пробиться из заточения. В итоге двухдневного боя с применением артиллерии подавляющее большинство узников лагеря Бадабер погибли. Одновременно, один из лагерей афганских беженцев в Пакистане, на ряду с крупными Шамшату, Джалозай, Читрал, Севай, Харипур и многими другими. Расположен в 10-ти километрах южнее приграничного с Афганистаном города Пешавар.